# 日本百金花
日本百金花（学名：Centaurium japonicum），或稱百金，是龙胆科百金花属的植物。分布于日本、台湾等地，一般生長于农田。其种加词“japonicum”意为“日本的”。